# Cyclomia mixtalis
Cyclomia mixtalis là một loài bướm đêm trong họ Geometridae.